# مخيم النبطية
مخيم النبطية هو أحد مخيمات اللاجئين الفلسطينيين المدمرة في لبنان. تم إنشائه في العام 1956، على مساحة 13 ألف متر مربع على تلة مرتفعة، تبعد نحو 3 كم غربي مدينة النبطية جنوب لبنان. كانت غالبية سكان المخيم من منطقة الحولة في فلسطين، خاصة من قرى الخالصة والناعمة وقيطية وعين الزيتون والزوية والزوق التحتاني والزوق الفوقاني ولزازة وصلحة وهونين وسحماتا. وقدر عدد سكان المخيم حين تأسيسه بنحو 5 آلاف نسمة.
تم تدمير المخيم بالكامل عام 1974 من قبل الطائرات الحربية الإسرائيلية. وكان المخيم قد تعرض للتدمير الجزئي في غارات متعددة بدأت عام 1969، حين جرى استهداف بعض مواقع الفدائيين الفلسطينيين في المخيم. وتمت الغارة الأولى في اثناء عقد الرئيس الفلسطيني ياسر عرفات اجتماعا لقيادة حركة فتح في مقرها في المخيم، قبل أن تتوالى الغارات في السنوات اللاحقة ما ألحق ضرراً ودماراً جزئياً في المخيم؛ لكن في العام 1974 دمرته الطائرات الإسرائيلية تدميراً كاملا عن بكرة أبيه.
توزع أبناء المخيم بعد تدميره في عدة مناطق، منها مخيم تل الزعتر ومخيم البداوي في شمال لبنان، وشحيم في قضاء الشوف، علاوة على مناطق في صيدا ومخيم عين الحلوة وبلدة النبطية.